# Ossinger
Der Ossinger ist eine 651,1 m ü. NHN hohe Erhebung der Fränkischen Alb im Landkreis Amberg-Sulzbach, südwestlich von Königstein. Es ist der höchste Berg der Hersbrucker Alb.
Politisch gesehen befindet sich der Ossinger in der Oberpfalz, geographisch auf der Fränkischen Alb.

## Aussichtsturm
Auf dem Gipfel des Ossinger befindet sich seit Oktober 2013 ein neu errichteter 22 m hoher hölzerner Aussichts- und Rundfunkturm sowie die bewirtschaftete, 2012 umfassend sanierte Ossingerhütte. Auf dem Turm sind zehn Meter hohe Antennen von Mobilfunkbetreibern installiert. Daneben dient er noch zur Verbreitung des Programms von Radio Ramasuri auf der UKW-Frequenz 106,4 MHz mit 100 Watt ERP. Ein hölzerner Vorgängerturm war zuletzt wegen Schäden am Tragwerk gesperrt und sollte ursprünglich saniert werden. Schließlich entschied man sich jedoch für einen Ersatzbau, der mittels Hubschraubereinsätzen in Teilen auf den Berg geflogen und segmentweise montiert wurde. Der neue Turm ist höher als der alte und überragt nun wieder deutlich die umgebenden Baumwipfel.

## Bildergalerie

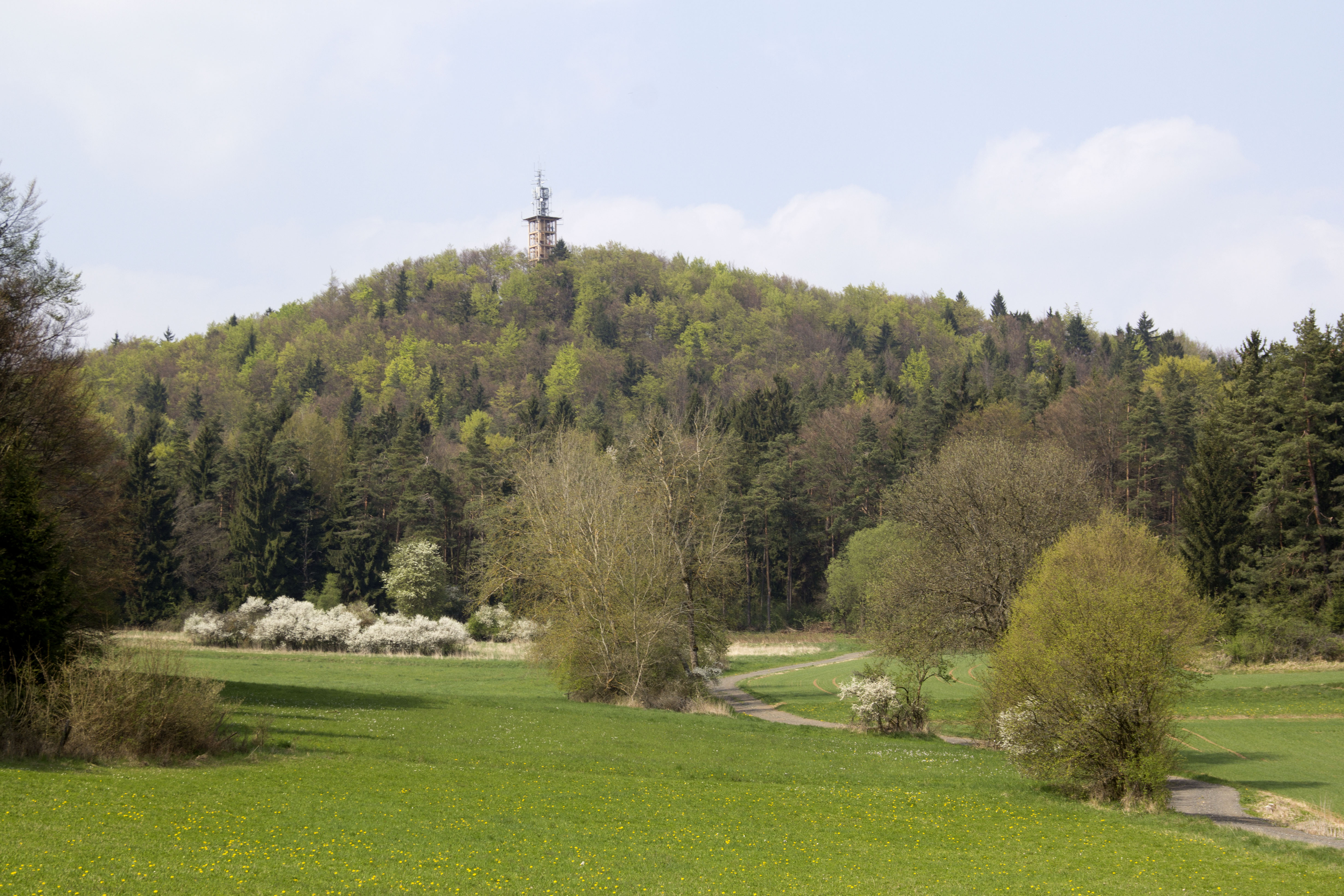
Der Ossinger im Frühling
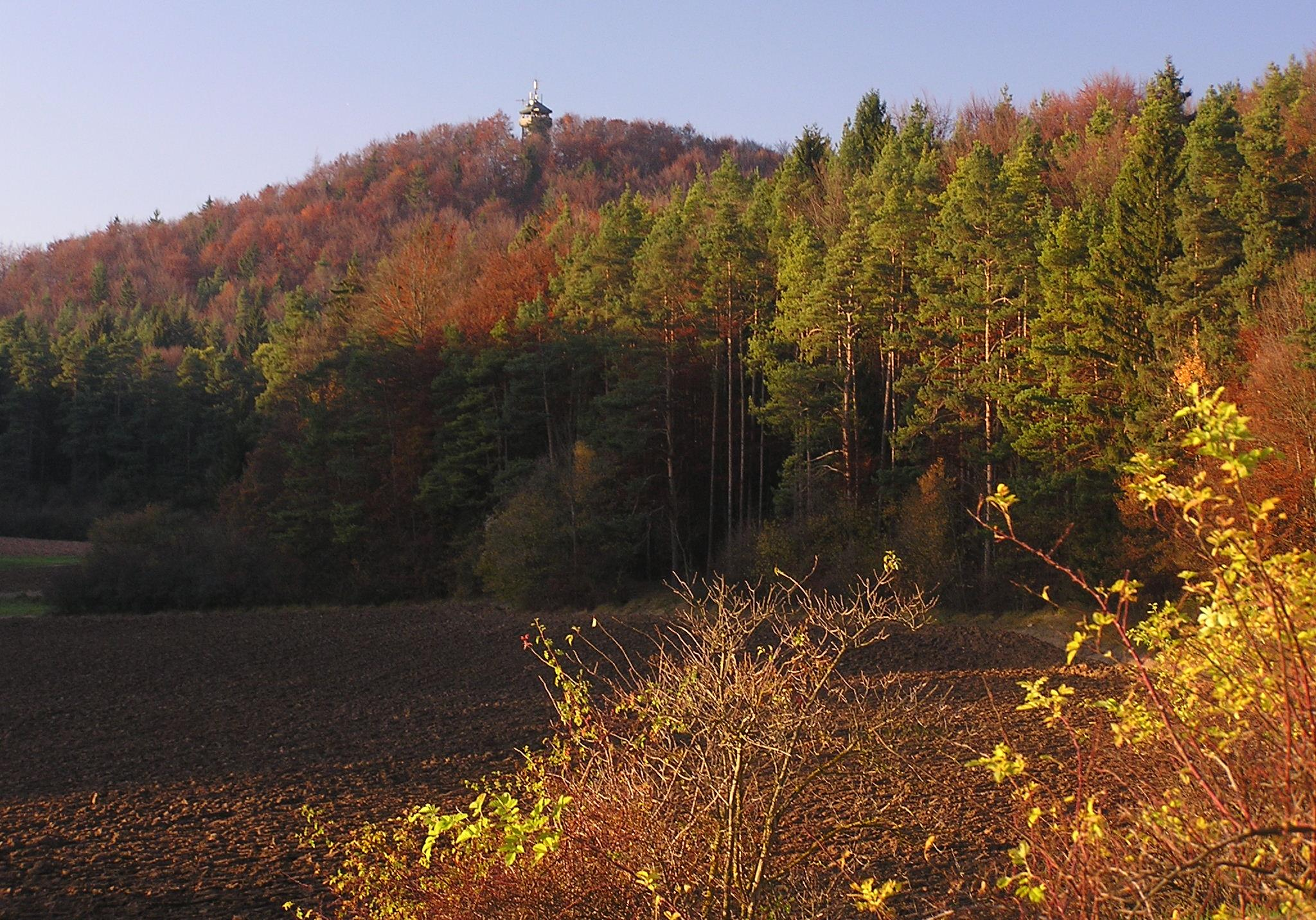
Der Ossinger im Herbst
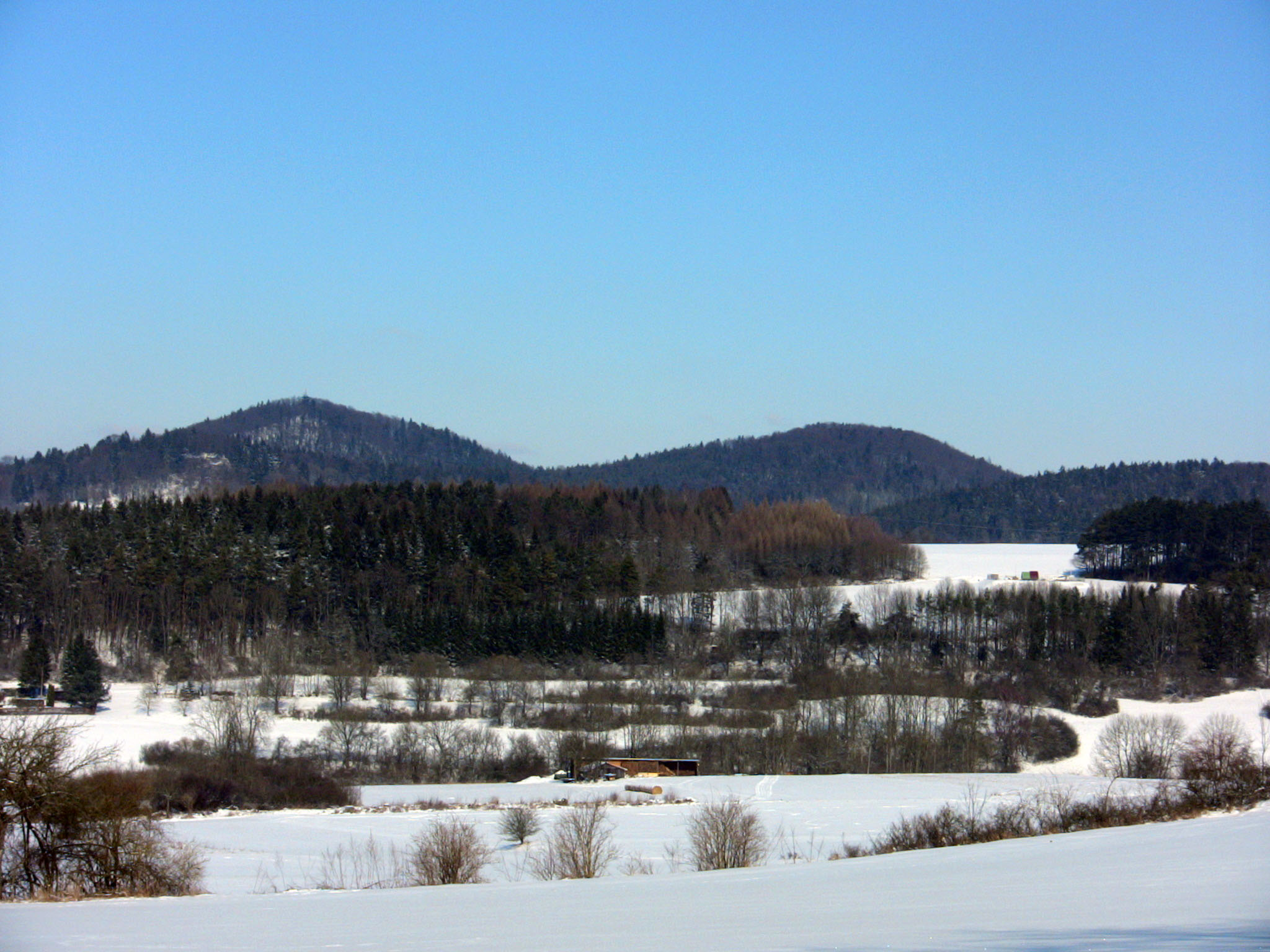
Der Ossinger im Winter
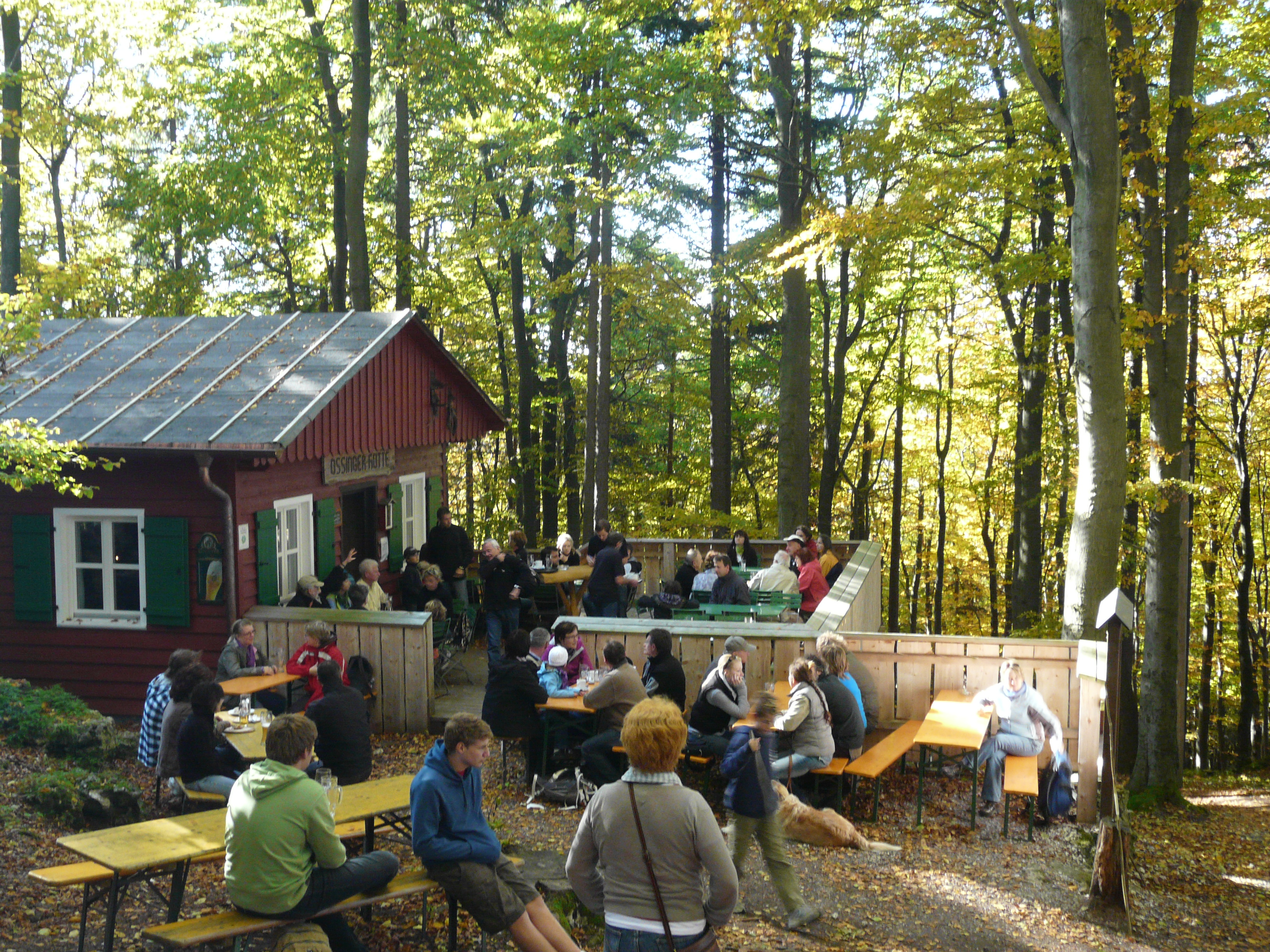
Die Ossingerhütte
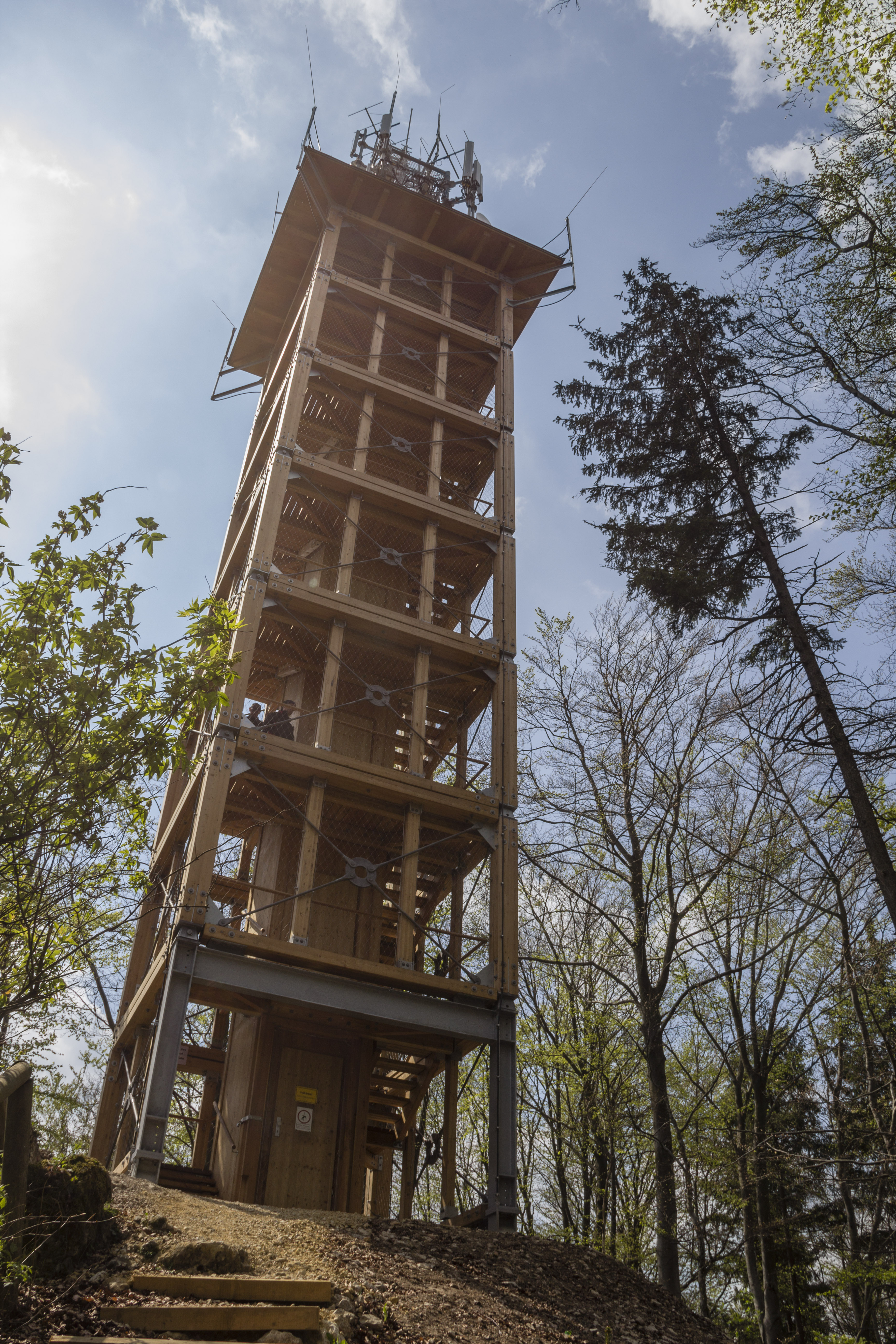
Der "neue" Turm